# Гидрогалогенирование
Гидрогалогенирование — реакция электрофильного присоединения галогеноводородов к непредельным или циклическим углеводородам. При гидрогалогенировании происходит разрыв связи и образование галогенопроизводных углеводородов, в простейшем случае галогеналканов.

### Гидрогалогенирование алкенов и алкинов
Молекула галогеноводорода присоединяется по кратной связи в соответствии с правилом Марковникова, реакцией получают вторичные галогеналканы:
Гидрогалогенирование алкинов продолжается до геминального дигалогеналкана:

### Гидрогалогенирование циклоалканов
Циклопропан и его гомологи при нагревании присоединяют хлороводород (бромоводород с трудом) с разрывом цепи и образованием галогеналкана: